# Hat-trick (automobilismo)
No automobilismo, hat-trick é quando o piloto faz a pole-position, marca a melhor volta e vence a prova.
O termo não deve ser confundido com o chamado Grand Chelem que é usado quando um piloto faz a pole, a melhor volta e vence a prova liderando todas as voltas.

## Fórmula 1
- Atualizado após o Grande Prêmio do Canadá de 2025.

|        | Piloto             | Total |
| ------ | ------------------ | ----- |
| 1      | Michael Schumacher | 22    |
| 2      | Lewis Hamilton     | 19    |
| 3      | Max Verstappen     | 13    |
| 4      | Jim Clark          | 11    |
| 5      | Juan Manuel Fangio | 9     |
| 6      | Alain Prost        | 8     |
| 6      | Sebastian Vettel   | 8     |
| 8      | Alberto Ascari     | 7     |
| 8      | Ayrton Senna       | 7     |
| 10     | Nigel Mansell      | 5     |
| 10     | Damon Hill         | 5     |
| 10     | Mika Häkkinen      | 5     |
| 10     | Fernando Alonso    | 5     |
| 14     | Stirling Moss      | 4     |
| 14     | Jacky Ickx         | 4     |
| 14     | Jackie Stewart     | 4     |
| 14     | Felipe Massa       | 4     |
| 18     | John Surtees       | 3     |
| 18     | Jack Brabham       | 3     |
| 18     | Niki Lauda         | 3     |
| 18     | Nelson Piquet      | 3     |
| 18     | Nico Rosberg       | 3     |
| 18     | Lando Norris       | 3     |
| 24     | Graham Hill        | 2     |
| 24     | James Hunt         | 2     |
| 24     | Mario Andretti     | 2     |
| 24     | Jacques Laffite    | 2     |
| 24     | Alan Jones         | 2     |
| 24     | Gerhard Berger     | 2     |
| 24     | Jacques Villeneuve | 2     |
| 24     | Rubens Barrichello | 2     |
| 24     | Kimi Räikkönen     | 2     |
| 24     | Valtteri Bottas    | 2     |
| 24     | Charles Leclerc    | 2     |
| 35     | Giuseppe Farina    | 1     |
| 35     | Bill Vukovich      | 1     |
| 35     | Mike Hawthorn      | 1     |
| 35     | Tony Brooks        | 1     |
| 35     | Phil Hill          | 1     |
| 35     | Jochen Rindt       | 1     |
| 35     | Jo Siffert         | 1     |
| 35     | Clay Regazzoni     | 1     |
| 35     | Ronnie Peterson    | 1     |
| 35     | Gilles Villeneuve  | 1     |
| 35     | Carlos Reutemann   | 1     |
| 35     | David Coulthard    | 1     |
| 35     | Juan Pablo Montoya | 1     |
| 35     | Jenson Button      | 1     |
| 35     | George Russell     | 1     |
| Fonte: |                    |       |